# Catoblepia latitaenia
Catoblepia latitaenia är en fjärilsart som beskrevs av Hans Fruhstorfer 1907. Catoblepia latitaenia ingår i släktet Catoblepia och familjen praktfjärilar. Inga underarter finns listade i Catalogue of Life.